# Miss Cameroun 2015
Miss Cameroun 2015, est la 11e élection de Miss Cameroun, s'est déroulée le 11 juillet 2015 au Palais des congrès de Yaoundé.
La gagnante, Jessica Lidie Ngoua Nseme, succède à Larissa Ngangoum, Miss Cameroun 2014. De nombreuses reines de beauté étaient présentes à la cérémonie comme Yasmin Verheijen, Miss Pays-Bas 2014, Flora Coquerel, Miss France 2014, Reine Ngotala, Miss Gabon 2015, Agnès Genoveva, Miss Guinée Equatoriale 2014 et Maggaly Nguema, Miss Cemac 2015.

## Classement final
| Titre              | Candidates                             |
| ------------------ | -------------------------------------- |
| Miss Cameroun 2015 | - Littoral - Jessica Lidie Ngoua Nseme |
| 1re dauphine       | - Centre - Thonet Joelle Ongogono      |
| 2e dauphine        | - Extrême-Nord - Diane Biata           |
| 3e dauphine        | - Est - Audrey Inès Mbobley Mboth      |
| 4e dauphine        | - Sud - Raïssa Ebenye Minlo'o          |
| 5e dauphine        | - Ouest - Myriam Kamako Ngondji        |

## Candidates
| Région représentée              | Nom                                | Âge    | Taille |
| ------------------------------- | ---------------------------------- | ------ | ------ |
| Miss Est                        | Audrey Mbobley Mpot                | 19 ans | 1,79 m |
| 1re dauphine de Miss Est        | Monique Nwannang A Betchem         | 21 ans | 1,80 m |
| Miss Centre                     | Joelle Ongogono Thonet             | 22 ans | 1,75 m |
| 1re dauphine de Miss Littoral   | Olympio Germaine de Saligny        | 26 ans | 1,75 m |
| Miss Extrême-Nord               | Diane Biata                        | 24 ans | 1,82 m |
| Miss Littoral                   | Jessica Lidie Ngoua Nseme          | 24 ans | 1,80 m |
| 1re dauphine de Miss Sud        | Raïssa Ebenye Minlo'o              | 22 ans | 1,77 m |
| Miss Ouest                      | Amour Christelle Aminatou Leuwap   | 21 ans | 1,74 m |
| 1re dauphine de Miss Sud-Ouest  | Kelly Takang                       | 19 ans | 1,76 m |
| Miss Adamaoua                   | Marie-Rose Minda Guende            | 23 ans | 1,68 m |
| 1re dauphine de Miss Centre     | Thérèse Ornella Ateba Akong        | 23 ans | 1,73 m |
| Miss Sud-Ouest                  | Rita Ekane Mesinze                 | 22 ans | 1,68 m |
| Miss Sud                        | Odile Noah Diam Honorée            | 21 ans | 1,72 m |
| 1re dauphine de Miss Ouest      | Julie Frankline Cheugueu Nguimfack | 23 ans | 1,74 m |
| 2e dauphine de Miss Ouest       | Myriam Kamako Ngondji              | 19 ans | 1,72 m |
| 1re dauphine de Miss Adamaoua   | Raïssa Flore Melissa Lissouck      | 20 ans | 1,72 m |
| 2e dauphine de Miss Littoral    | Mauranne Bilogo                    | 19 ans | 1,77 m |
| 1re dauphine de Miss Nord-Ouest | Marie Chantal Nange                | 24 ans | 1,74 m |
| Miss Nord                       | Jeanne A Dong Guimbang             | 25 ans | 1,78 m |
| 2e dauphine de Miss Nord-Ouest  | Florence Njang Anyaka              | 24 ans | 1,76 m |
| 2e dauphine de Miss Centre      | Jeanne Larissa Afou Eko            | 21 ans | 1,72 m |
| 2e dauphine de Miss Sud         | Mélanie Victoire Ndoh Balla        | 21 ans | 1,72 m |
| 2e dauphine de Miss Est         | Maïté Boulet Ngando                | 24 ans | 1,72 m |
| Miss Cameroun Italie            | Maryvonne Taho Ngassam             | 25 ans | 1,72 m |

## Observations

### Représentations aux concours internationaux
- Jessica Ngoua, Miss Littoral et Miss Cameroun, a représenté le Cameroun au concours Miss Monde 2015. Elle ne se classe pas parmi les vingt demi-finalistes[2]. Elle réussit néanmoins à se faire remarquer à travers sa présence dans le Top 10 de la mini compétition "Miss Top Model" et aussi dans le Top 30 de "Miss Talent". Elle se retrouve à la 6ème place du "People Choice's" de la compétition finale.
- Jessica Ngoua Miss Cameroun 2015 a représenté le Cameroun au Concours Miss FESPAM 2015 qui s'est tenu en Aout à Brazzaville au Congo. Elle ne se classe pas parmi le trio gagnant.